# Inuit Ataqatigiit Inuusuttaat
De Inuit Ataqatigiit Inuusuttaat, of soms Inuusuttut Ataqatigiit, is de jongerenvleugel van de Inuit Ataqatigiit partij van Groenland.
Deze vleugel heeft een deel van het bestuur van de algemene partij in handen en verwelkomt leden uit zo veel mogelijk hoeken van het land. Het spreekt zich vaak uit over actuele politiek en heeft veel invloed door de algemene partij, ook steunt het de algemene partij in verkiezingen door actief campagne te voeren.